# Sám mezi korzáry
Sám mezi korzáry (1955, Unter Korsaren verschollen) je dobrodružný historický román pro mládež o nájezdech alžírských korzárů ve Středozemním moři v první třetině 19. století. Román napsal německý (NDR) spisovatel Werner Legère a jedná se o jeho nejúspěšnější dílo.

## Obsah románu

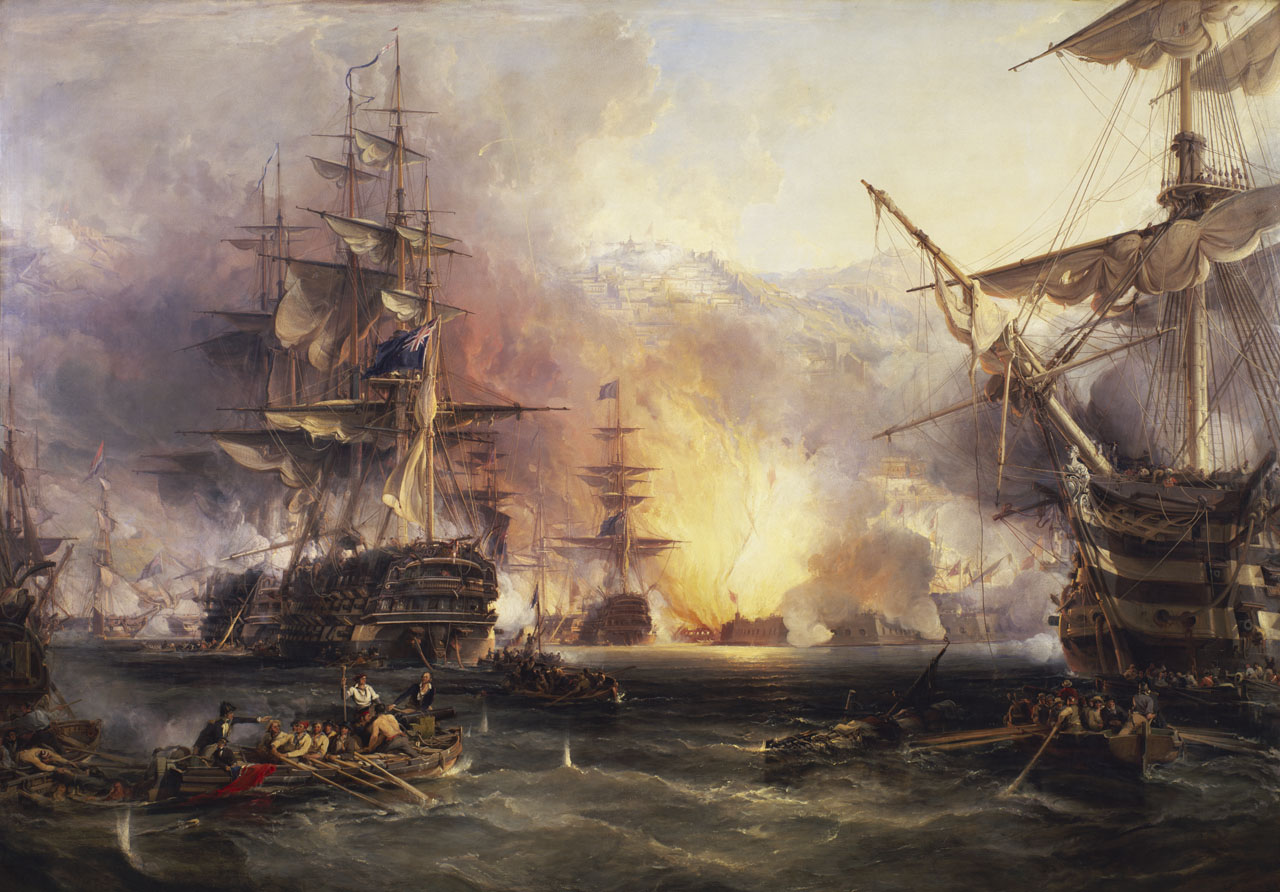
Bombardování Alžíru roku 1816.

Román má časově široce založený a dějově bohatě rozvětvený příběh. Odehrává se v letech 1813 až 1830 a jeho dějištěm je Janov, Alžír a celé Středozemní moře, kde dochází ke střetávání Evropanů se zákeřnými alžírskými korzáry a Turky, kteří v té době Alžír ovládají. 
Vypravování nás seznámí s janovskými kupeckými kruhy a s jejich obchody, spekulacemi i podvody, s tajnou společností karbonářů, jejichž cílem je sjednocení a samostatnost Itálie, s tureckými vykořisťovateli, nelítostně ovládajícími rozdrobené alžírské kmeny, i se smutným osudem posádek a cestujících z lodí dobytých piráty, kteří tak upadli do tureckého otroctví. Jsme také svědky zpočátku polovičaté snahy evropských mocností zničit turecké panství v Alžíru, jako bylo vítězné bombardování Alžíru anglickým loďstvem v roce 1816, po kterém bylo sice propuštěno 1200 křesťanských otroků, ale Turci byly ponecháni u moci. 
Ústřední dějovou zápletkou je snaha velkoobchodníka Andrey Parvisiho najít s pomocí svého přítele Xaviera de Vermonta z Marseille svého syna Luigiho, jeho ženu Raffaelu a jejich malého syna Livia. Loď, na které se plavili do Malagy, je totiž přepadena a zajata korzáry. Přepadení však není náhodné, protože korzárům dává typy na lodě vyplouvající z Janova nejvlivnější janovský bankéř Agostino Gravelli se svým synem Pietrem. Oba nenávidí Parvisiho rodinu, protože se domnívají, že Andrea Parvisi chce odhalit jejich podlé chování. Dokonce si u proslulého bandity, nazývaného Pán hor, objednají Andreovu vraždu. Netuší, že Pán hor je ve skutečnosti baron Tomasini, karbonář a Andreův přítel, který pod maskou vůdce lupičů bojuje za svobodu Itálie. Tomasini pak Gravelliho pomalu ekonomicky ničí a ten, když jsou odhaleny jeho zločiny, spáchá sebevraždu. Jeho bankovní dům je vydrancován a z Pietra se stane žebrák.
Luigi Parvisi je po přepadení považován korzáry za mrtvého a je hozen do moře. Je naštěstí zachráněn francouzskou fregatou, na kterém se shodu okolností plaví Vermontův syn Pierre-Charles. Oba muži se spřátelí. Po Raffaele a Liviovi nyní začne pátrat Luigi, kterému se snaží pomoci Pierre-Charles, mezi alžírskými domorodci známý a velice oblíbený  pod jménem El-Fransi. Když Pierre-Charles onemocní, převezme jeho identitu El-Fransiho Luigi a pokračuje v pátrání sám. Jediné, co zjistí, je, že jeho žena je mrtvá (skočila v návalu trudnomyslnosti z útesu do moře) a chlapce že Turci unesli neznámo kam. 
Livio je mezitím vychován ve vnitrozemí Alžírska jako muslim pod jménem Omar. Zapomene na svůj italský původ i na své rodiče a nakonec se stane kapitánem na pirátské lodi Al-Džezair a posléze nejproslulejším z alžírských korzárů. Přesto má pochybnosti o správnosti svého jednání. Luigi Parvisi, který si dal za úkol zbavit Středozemní moře pirátů, chce Al-Džezair zničit. Dojde k boji, při kterém Luigi pozná v Omarovi svého syna Livia. Ten se nakonec přidá na jeho stranu a pomáhá mu v boji proti námořním lupičům.  
Roku 1830 se Francie rozhodne s obrovským loďstvem a silným pozemním vojskem tureckou nadvládu nad Alžírem definitivně zničit. Luigi se odmítne tohoto boje zúčastnit, protože ví, že turecké panství bude nahrazeno panstvím Francouzů. Livio se pak přidá k boji alžírského lidu proti francouzské koloniální invazi pod vedením alžírského národního hrdiny Abd al-Kádira.

## Česká vydání
- Sám mezi korzáry, Albatros, Praha 1977, přeložil Josef Poláček.